# かんしゃく玉なげカン太郎の東海道五十三次
『かんしゃく玉なげカン太郎の東海道五十三次』（かんしゃくだまなげかんたろうのとうかいどうごじゅうさんつぎ）は、サン電子より1986年7月3日に発売されたファミリーコンピュータ用横スクロールアクションゲーム。
このゲームは日本を舞台にしたアクションゲームとしては最高クラスの難易度を誇るとされている。また、このゲームのフォントはアルファベットが1文字もなく、すべて日本語の文字のひらがなのみ（あいうえお…など）。
2008年10月からMARS SIXTEENとのコラボレーションTシャツが発売されている。

## ゲーム内容

### システム
かんしゃく玉は放物線を描いて飛び、距離も限られているため、敵によっては普通に投げても当たらない。しゃがみながら地面にセットすれば一定秒数後に爆発するため、敵の足元で爆発させることも可能。カン太郎にライフゲージは無く、一度でも敵本体（お邪魔虫的キャラを除く）、敵の飛び道具に接触、あるいは地上の穴に落ちるとミスとなり残り人数が減ってしまう。カン太郎の残り人数が0のときにミスするとゲームオーバーになる。コンティニューはないが、裏技によって残機を無限に増やすことができる。

### アイテム
何も無い所でかんしゃく玉を爆発させると、アイテムが出現する箇所がある。
小判
川止めを渡る時に2枚、手形が無い時に関所を通るのに6枚必要になる。川止めの近くには必ず2枚隠されているので、クリア不能になることはない。
FC版では、お民に捕まった時に回避するためのアイテムでもある。4枚必要。
また、10枚集めるとステージ中に裏街道（ワープステージ）への入口が出現する。
かんざし（ファミコン版未登場）
お民に捕まっても回避することが出来る。
お札
お石に捕まっても回避することが出来る。
刀
三太に捕まっても他のアイテムが無くならない。
手形
中山主水のいる関所を通る時に必要。
おにぎり
取るとカン太郎が体を丸めて前方に転がりはじめ、そのまま進んでいる間だけ無敵になる。一定時間経過で解除。なお、効果中でも穴に落ちた場合だけは例外で、通常通りミスとなる。
また、このゲームではゴールに着くとカン太郎が飛び跳ねるが、無敵のまま到達すると体を丸めたまま上空へと跳び上がる。
ゲタ
これを履くと雲に乗れるようになる（ただし黒丸やゴロ太郎も雲に乗ることができるようになる）。雲の上には立ち止まると高得点が加算されるポイントがあり、得点によるエクステンドでカン太郎の人数ストックを増やすことができる。

## ストーリー
京都での修業を終えた花火職人のカン太郎は、愛しのももこが待つ江戸への帰路に着いた。ところがその道中を、悪徳商人・剛左衛門一味が火薬の製法を狙って襲いかかる。プレイヤーはカン太郎を操作し、かんしゃく玉を武器に敵を蹴散らしゴールへと進んでいく。

## ステージ構成
ステージ構成はタイトル通り、実在した旧東海道の五十三の宿場をモチーフにしている。ステージ名は以下の通り（ただし、ゲーム画面では平仮名表記）。
- ステージ1　三条大橋（東海道の終点だが、ステージ表記はなし）
- ステージ2　京都（京師）〜草津
- ステージ3　石部〜土山
- ステージ4　坂下〜関
- ステージ5　亀山〜庄野
- ステージ6　石薬師〜桑名
- ステージ7　宮〜池鯉鮒（知立）
- ステージ8　岡崎〜赤坂
- ステージ9　御油〜二川
- ステージ10　白須賀〜舞阪
- ステージ11　浜松〜袋井
- ステージ12　掛川〜島田
- ステージ13　藤枝〜鞠子（丸子）
- ステージ14　府中〜由比
- ステージ15　蒲原〜原
- ステージ16　沼津〜箱根
- ステージ17　小田原〜平塚
- ステージ18　藤沢〜程ヶ谷（保土ヶ谷）
- ステージ19　神奈川〜川崎
- ステージ20　品川〜日本橋
- ステージ21　浅草（東海道とは直接関係ないが、本ストーリーの目的地である）

これらはただ地名を連ねているだけでなく、地理考証に基づいて各ステージの地形・背景・建造物などに忠実に反映されている。
例えば道中に設けられている関所は鈴鹿関・新居関・箱根関などを再現しており、お邪魔キャラの止め女「お民」が登場する地点は赤坂宿・御油宿・藤沢宿・品川宿など遊廓が発展した場所である。
また桑名城・吉田城といった城郭や熱田神宮・三嶋大社・石薬師寺などの神社仏閣（ゲーム中には鳥居や仏塔が出現する）、峠越え、酒匂川や七里の渡し、さらに峠の茶屋（鞠子宿の丁字屋ほか）、松並木（御油・大磯ほか）など細かい点も多数再現されている。

### 裏街道
小判を10枚集めると画面上に黒い長方形が出現する。これは裏街道への入口で触れると専用のステージが始まる。
裏街道は2種類あり、1つは黒丸だけが出現しアイテムも豊富にあるが、もう1つは天海や御神一刀など強敵が多数出現しアイテムは一切隠されていない凶悪なステージである。クリアすると前者は3面、後者は6面先にワープできる。なお、どちらになるのかはランダム。

## 登場人物

### 主人公
カン太郎
花火職人の修業を終え江戸への帰路を急ぐが、火薬の製法を狙う剛左衛門一味に襲われてしまう。生粋の江戸っ子で、曲がったことが大嫌い。

### 敵キャラクター
括弧内は得点。
ゴロ太郎（百点）
ごろつき。ジャンプしながら体当たりを仕掛けて来るが、特別な武器もなく最も弱い。
状況によって一画面中に途切れること無く大量に登場して飛び跳ねることがある。
黒丸（百点）
ゲーム中初めて登場する忍者装束の敵キャラクター。ゴロ太郎の存在しないステージに登場し、能力はゴロ太郎と全く同じ。
御神一刀（千点）
編笠を被った素浪人。かんしゃく玉を正面から投げつけると刀で両断する。地面にかんしゃく玉を設置し、通り過ぎるタイミングで爆発させて倒すのが一般的だが、カン太郎のジャンプに合わせて飛び上がる特徴があるため、その際に下をくぐって回避することも可能。頭頂部にかんしゃく玉を命中させても倒すことができる。
鳥飼源司（三百点）
鷹匠。自身は木の上や屋根などに陣取り、鷹を飛ばして攻撃してくる。鷹は基本無敵だが、例外として、飛び立つ直前にかんしゃく玉を命中させると、源司もろとも倒すことが可能。
リョウ（二百点）
仕事人。橋の下にぶら下がってカン太郎を待ち伏せし、下から刃物で突いてくる。ぶら下がっているうちは無敵だが、カン太郎が橋を通り過ぎると飛び出して襲いかかってくるので、その時にかんしゃく玉を当てれば倒すことも可能。
シゲ（三百点）
仕事人。かんしゃく玉の届きにくい屋根の上で待ち伏せし短刀を投げてくるほか、下を通り抜けようとするとカン太郎目掛けて猛スピードで飛びかかってくる。回避は一部のステージを除いてほぼ不可能であり、シゲを倒さないと先に進むことはできない。3ステージ目で登場する。
天海（二千点）
僧侶。念力を飛ばして攻撃してくるかなりの強敵。御神一刀同様、正面からのかんしゃく玉を両断する。足元と頭頂部にのみ当たり判定があるが、せわしなく右往左往しては時々立ち止まるので足元に仕掛ける方法が通用しづらい。
井ノ国屋剛左衛門（三千点）
悪徳商人。短筒を撃って攻撃してくるが、ジャンプで回避可能であるうえ、屋根のあるシーンでの登場が多いためとりわけ意識しなくても脅威になりにくい。かんしゃく玉を2発当てないと倒すことができないが、弾を3発撃つと自ら去っていく。

### お邪魔キャラクター
お民
止め女。捕まるとしばらくジャンプが出来なくなる。アイテム「かんざし」（ファミコン版では小判4枚）があれば回避可能。
お石
幽霊。捕まるとカン太郎の動きが鈍くなる。アイテム「お札」があれば回避可能。お邪魔キャラの中で唯一捕まってもジャンプができるものの、跳びあがれる高さと距離は下がる。
中山主水
関所の番人。アイテム「手形」があれば関所を通れるが、無い場合は「小判」6枚が必要。それも無い場合は掴みかかられ激しく殴られるが、それによるダメージはなく歩行速度が遅くなり、ジャンプができなくなるだけなので殴られながら進むことも可能。
三太
盗賊。中山主水と同じく捕まると歩行速度とジャンプに制限が生じるが、さらに持っていたアイテム全てを盗まれてしまう。アイテム「刀」があれば回避可能。
いずれも捕まってから一定時間が経過すれば自然と離れていくが、それまでの間は移動速度が低下しお石を除けばジャンプもできなくなるため他の敵キャラクターの攻撃を受けやすくなる。出現する前にBGMが変化する。

### 攻略不可能キャラクター
凧忍者
画面上部を左右に移動し手裏剣を落としてくる敵。かんしゃく玉が効かない無敵キャラクター。
野良犬・落石
画面左から右に向かって走り去る敵。凧忍者と同じく無敵キャラクター。落石は形状から樽、干し草とも呼ばれているが、攻略本では落石とされている。

## 移植版
| No. | タイトル                                        | 発売日                     | 対応機種                                                       | 開発元         | 発売元             | メディア                              | 型式       | 備考                                                     | 出典          |
| --- | ----------------------------------------------- | -------------------------- | -------------------------------------------------------------- | -------------- | ------------------ | ------------------------------------- | ---------- | -------------------------------------------------------- | ------------- |
| 1   | Ultra2000シリーズ サンソフトクラシックゲームズ2 | 2001年6月29日              | Windows                                                        | サンソフト     | メディアカイト     | CD-ROM                                | -          | 『いっき』とのカップリング                               | [ 3 ] [ 4 ]   |
| 2   | メモリアル☆シリーズ サンソフト Vol.3            | 2001年12月27日             | PlayStation                                                    | サンソフト     | サンソフト         | CD-ROM                                | SLPS-03366 | 『マドゥーラの翼』とのカップリング                       |               |
| 3   | 東海道五十三次                                  | 2003年9月19日              | 504iシリーズ対応 （iアプリ）                                   | スペースアウト | サンソフト         | ダウンロード （ドキドキSUNSOFT）      | -          |                                                          | [ 5 ]         |
| 4   | 遊遊 サンソフト傑作選2                          | 2004年7月2日               | Windows                                                        | サンソフト     | メディアカイト     | CD-ROM                                | -          | 『いっき』とのカップリング、廉価版                       |               |
| 5   | メモリアル☆シリーズ サンソフト Vol.3            | 2007年9月27日              | PlayStation 3 PlayStation Portable                             | サンソフト     | サンソフト         | ダウンロード （ゲームアーカイブス）   | -          | 『マドゥーラの翼』とのカップリング                       | [ 6 ]         |
| 6   | 東海道五十三次                                  | 2008年10月14日             | Wii                                                            | サンソフト     | サンソフト         | ダウンロード （バーチャルコンソール） | -          |                                                          | [ 7 ] [ 8 ]   |
| 7   | 東海道五十三次                                  | 2010年3月30日              | Windows                                                        | サンソフト     | D4エンタープライズ | ダウンロード （プロジェクトEGG）      | -          |                                                          | [ 9 ]         |
| 8   | 東海道五十三次                                  | 2013年9月18日              | ニンテンドー3DS                                                | サンソフト     | サンソフト         | ダウンロード （バーチャルコンソール） | -          |                                                          | [ 10 ]        |
| 9   | 東海道五十三次                                  | 2015年10月7日              | Wii U                                                          | サンソフト     | サンソフト         | ダウンロード （バーチャルコンソール） | -          |                                                          | [ 11 ] [ 12 ] |
| 10  | SUNSOFT is Back! レトロゲームセレクション       | 2024年4月18日 2024年9月6日 | Nintendo Switch Windows（Steam） PlayStation 5 Xbox Series X/S | サンソフト     | サンソフト         | ダウンロード                          | -          | 『マドゥーラの翼』『リップルアイランド』とのカップリング | [ 13 ]        |

## 評価
| 項目 | キャラクタ | 音楽 | 操作性 | 熱中度 | お買得度 | オリジナリティ | 総合  |
| 得点 | 2.82       | 3.36 | 2.87   | 3.05   | 2.71     | 2.70           | 17.51 |

- ゲーム誌『ファミリーコンピュータMagazine』の読者投票による「ゲーム通信簿」での評価は別記の通り17.51点（満30点）となっている[1]。

- ゲーム本『仰天B級ゲームの逆襲』（1998年）では、独自の採点方法によりイマウケ度4点、カルト度3点、グラフィック2点、オリジナリティー3点、ハラダチ度4点、インパクト2点（各満5点）という評価を下しており、主人公が花火職人であるにも拘わらず「むねんでござる」と殿中言葉を使用している点や、敵キャラクターおよび武器のバリエーションが少ない事を指摘、さらに京都から墨田までの長距離を移動しなければならない事に対して「その間を維持するだけのインパクトがこのゲームにはない」、「ただ走って、敵をよけてじゃゲームにならんだろう」と否定的に評価した[14]。